# Île Waugoshance
L'île Waugoshance est une île du lac Michigan, au large de Waugoshance Point (en)  dans le comté d'Emmet (Michigan aux USA).

## Historique
L'île de Waugoshance et sa voisine l'île de Temperance font partie du Wilderness State Park (en). 
Le phare de Waugoshance est situé au nord-ouest de l'île dans des hauts-fonds peu profonds, qui s'avèrent difficiles pour la navigation. Le phare de White Shoal et le phare de Grays Reef sont également dans les eaux près de l'île.

## Galerie

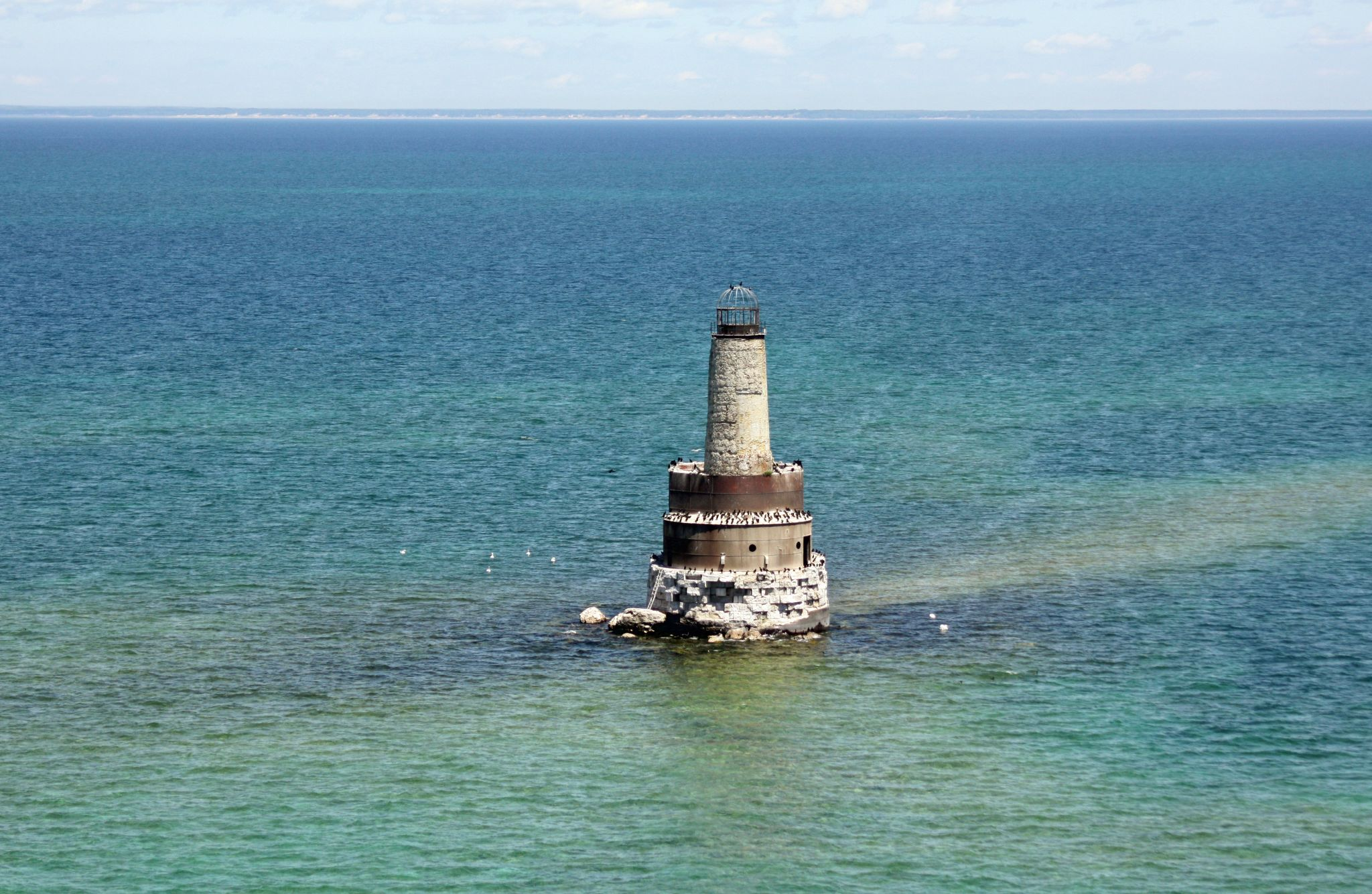
Le phare de Waugoshance
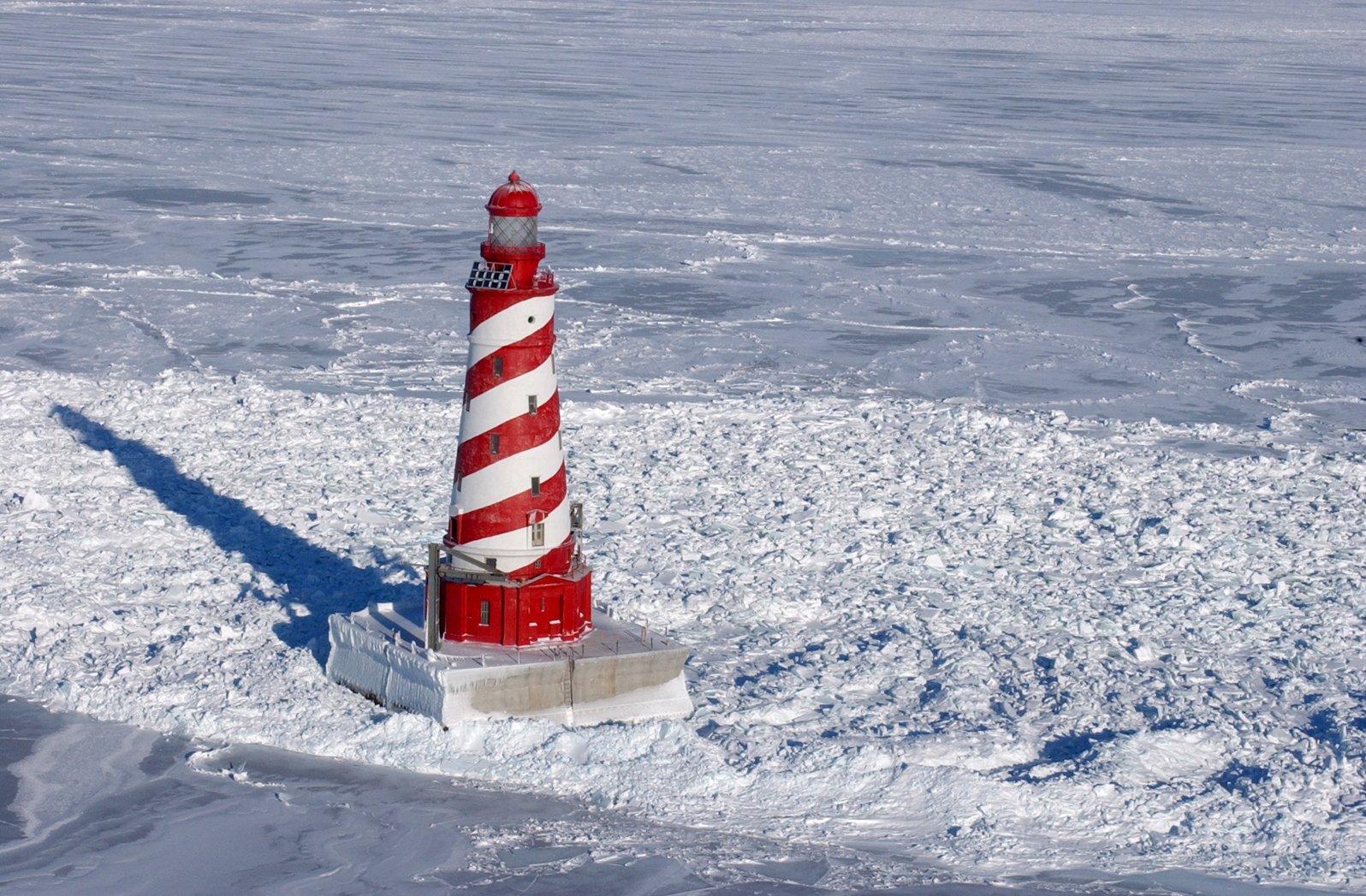
Le phare de White Shoal

### Articcles connexes
- Bateau-phare Huron (LV-103)